# Дефлексія
Дефлексія (лат. de — префікс, що означає відміну, видалення, і flexio — згинання) — захисний механізм, сутність якого полягає в намаганні людини уникнути безпосереднього спілкування з іншими в ситуації «тут і тепер».
Дефлексія може бути властива будь-кому із учасників спілкування (ініціатору чи його партнеру). Уміння уникати контакту є корисним тоді, коли продовження може мати деструктивний характер. Однак постійне ухиляння від спілкування робить людину нездатною налагоджувати контакт з іншими людьми і позбавляє її повноцінної взаємодії з ними. Дефлексію розглядають у гештальт-терапії.